# Musibau Adekanbi
Musibau Adekanbi - es una deportista nigeriana que compite en lucha libre. Ganó una medalla de plata en el Campeonato Africano de Lucha de 2012

## Palmarés internacional
| Campeonato Africano | Campeonato Africano   | Campeonato Africano | Campeonato Africano |
| Año                 | Lugar                 | Medalla             | Categoría           |
| ------------------- | --------------------- | ------------------- | ------------------- |
| 2012                | Marrakech (Marruecos) | Medalla de plata    | 55 kg               |